# Motorola 68851

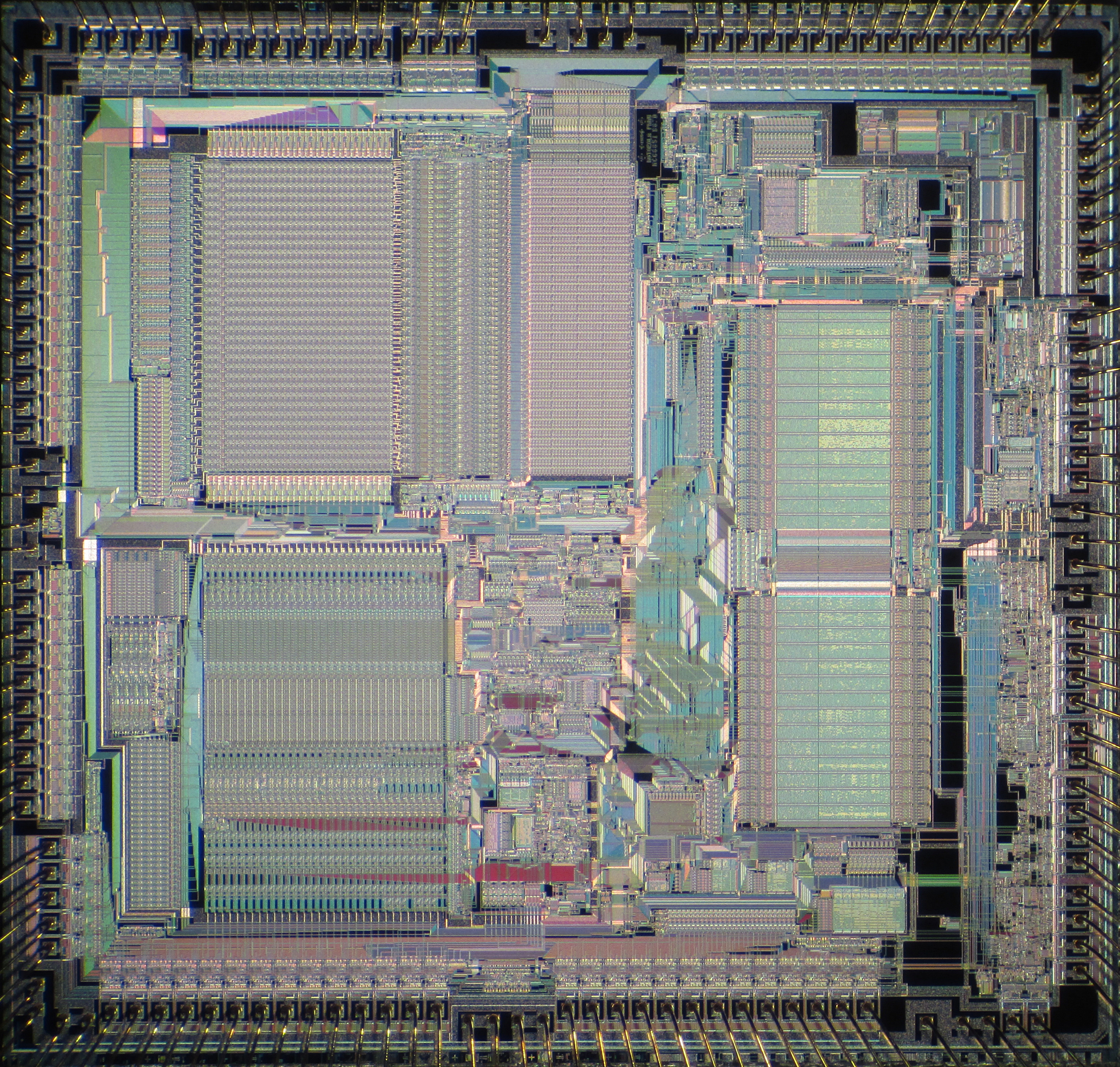

Il Motorola 68851 è una unità di gestione della memoria (MMU) esterna, progettata per fornire supporto alla paginazione della memoria per i microprocessori 68010 e 68020. Non è utilizzabile con le versioni successive dei processori che contengono una MMU interna (68030, 68040, 68060), né con le versioni a basso costo (68EC020, 68EC030, ecc.).
| Controllo di autorità | LCCN (EN) sh87001555 · J9U (EN, HE) 987007541561705171 |